# Mistrovství Evropy v zápasu řecko-římském 1930
Mistrovství Evropy v zápasu řecko-římském 1930 se konalo v Stockholmu, Švédsko.

## Výsledky

### Muži
| Kategorie | Zlato              | Stříbro         | Bronz           |
| --------- | ------------------ | --------------- | --------------- |
| 56 kg     | Herman Tuvesson    | Jakob Brendel   | László Szekfű   |
| 61 kg     | Kustaa Pihlajamäki | Sven Martinsen  | Ödön Zombori    |
| 66 kg     | Erik Malmberg      | Voldemar Väli   | Károly Kárpáti  |
| 72 kg     | Mikko Nordling     | Gyula Zombori   | Jean Földeak    |
| 79 kg     | Väinö Kokkinen     | Ivar Johansson  | Karl Kullisaar  |
| 87 kg     | Carl Westergren    | Ejnar Hansen    | Edil Rosenqvist |
| +87 kg    | Johan Richthoff    | Hjalmar Nyström | Georg Gehring   |